# Zanthoxylum coco
Zanthoxylum coco là một loài thực vật có hoa trong họ Cửu lý hương. Loài này được Gillies ex Hook. f. & Arn. miêu tả khoa học đầu tiên năm 1833.